# John Cazale
John Holland Cazale (pronunție în italiană [kaˈdzaːle]; n. 12 august 1935, Revere⁠(d), Massachusetts, SUA – d. 13 martie 1978, New York City, New York, SUA) a fost un actor american. În cariera sa de șase ani a apărut în cinci filme, toate nominalizate la Premiul Oscar pentru cel mai bun film: Nașul, The Conversation, Nașul: Partea a II-a, Dog Day Afternoon și The Deer Hunter. A apărut și în Nașul: Partea a III-a, în filmări din arhivă, în de asemenea nominalzat la aceeași categorie, fiind singurul actor cu această distincție. Este cunoscut pentru rolul lui Fredo Corleone din Nașul.
A ales să continue să joace în filme deși a fost diagnosticat cu cancer pulmonar, murind în New York City la 12 martie 1978, la scurt timp după ce a jucat rolul lui Stanley ("Stosh") din The Deer Hunter. Avea 42 de ani.
Un film documentar despre viața și cariera lui Cazale, intitulat I Knew It Was You, a participat la Festivalul de film Sundance din 2009, în care au fost intervievați Al Pacino, Meryl Streep, Robert De Niro, Gene Hackman, Richard Dreyfuss, Francis Ford Coppola și Sidney Lumet.

## Filmografie
| An   | Titlu                 | Rol                | Note                                                                       |
| ---- | --------------------- | ------------------ | -------------------------------------------------------------------------- |
| 1972 | Nașul                 | Fredo Corleone     |                                                                            |
| 1974 | Conversația           | Stan               |                                                                            |
| 1974 | Nașul: Partea a II-a  | Fredo Corleone     |                                                                            |
| 1975 | După-amiază de câine  | Salvatore Naturale | Nominalizat—Premiul Globul de Aur pentru cel mai bun actor în rol secundar |
| 1978 | Vânătorul de cerbi    | Stanley ("Stosh")  |                                                                            |
| 1990 | Nașul: Partea a III-a | Fredo Corleone     | Filmări de arhivă                                                          |

## Legături externe
- John Cazale la Internet Movie Database
- John Cazale la Find a Grave